# Ricardo Luís Pozzi Rodrigues
Ricardo Luís Pozzi Rodrigues (São Paulo, 23 de mayo de 1976), conocido como Ricardinho, es un exfutbolista y entrenador brasileño que jugaba de mediocampista. Actualmente trabaja de comentarista deportivo en Rede Globo y SporTV.

## Trayectoria

### Como jugador
Ricardo Luís Pozzi Rodrigues nació el 23 de mayo de 1976 en São Paulo. Comenzó su carrera en Paraná Clube, debutó como profesional en 1994 y ganó tres ediciones del Campeonato Paranaense. Disputó dos ediciones del torneo nacional, sumó veintiocho partidos y un gol, y se marchó en 1997. En la siguiente temporada, fue transferido al Girondins de Burdeos, donde jugó hasta junio de 1998, cuando Corinthians pagó dos millones de dólares por su pase.
En Corinthians destacó por su técnica y ejecución de tiros libres y ganó siete títulos, entre ellos, dos campeonatos brasileños y el Campeonato Mundial de Clubes del año 2000. Además, coincidió con Vanderlei Luxemburgo, su entrenador en Paraná y quien pidió su fichaje para el club paulista. El 23 de agosto de 2002, firmó por cuatro años con São Paulo, que se hizo con sus servicios a cambio de seis millones de reales. Después de un año y cuatro meses, se desvinculó de la institución tras retrasos en el pago por sus derechos de imagen. En total, disputó 63 partidos, marcó cuatro goles y dio trece asistencias, y estuvo ausente en un importante número de encuentros debido a una lesión en la rodilla derecha.
El 2 de febrero de 2004, tras no concretar los traspasos de jugadores como Emile Heskey, Mark Viduka o Danny Mills, el Middlesbrough inglés lo fichó y le ofreció un contrato a corto plazo. El periodista Tim Vickery de BBC Sport lo describió como un mediocentro organizador de buena calidad, pero hizo mención de sus problemas a la hora de defender. Dos meses después se marchó debido a falta de oportunidades, lo que se debió, según Steve McClaren, a que Ricardinho llegó para suplantar a futbolistas lesionados o suspendidos, pero el equipo consiguió funcionar sin él. En mayo de ese año volvió a Brasil para unirse a Santos, donde su debut tuvo que posponerse hasta que se pusiera en buena forma física, dado que no jugaba un partido oficial desde finales de 2003.

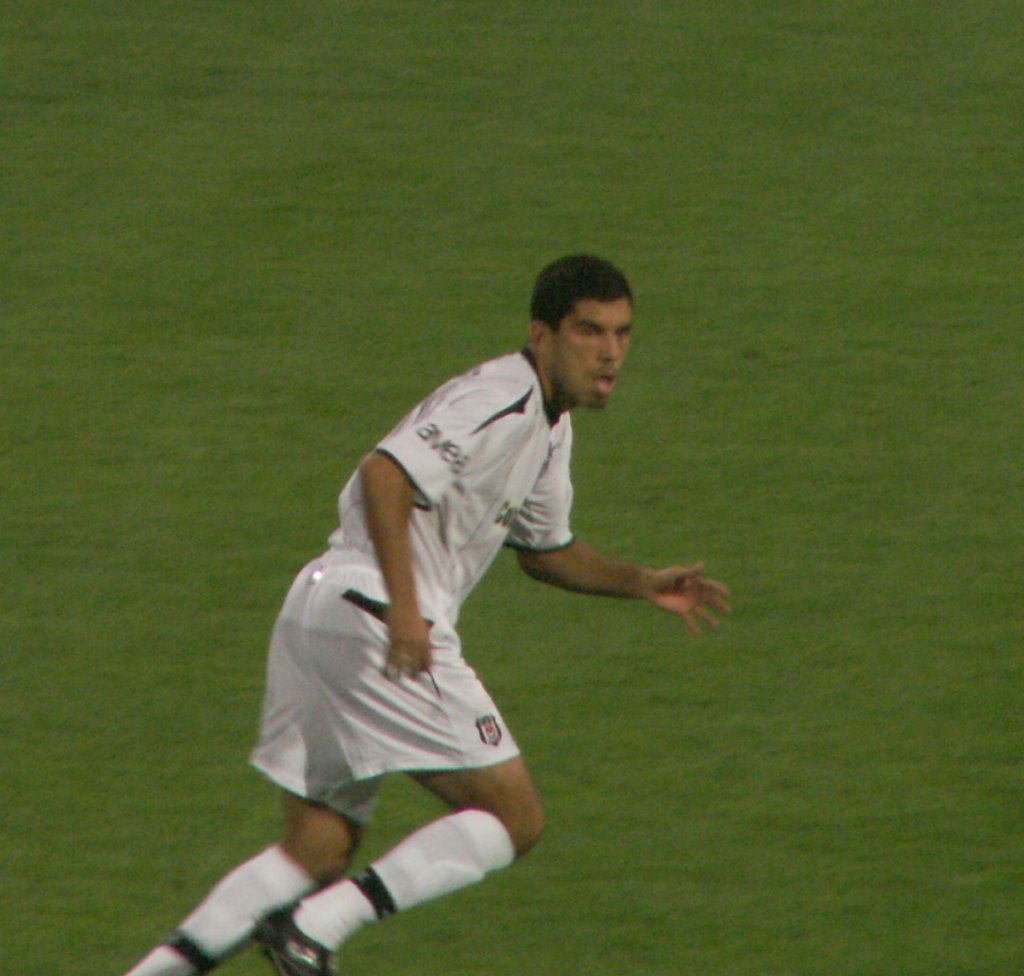
Ricardinho con el Beşiktaş en 2007

En Santos ganó el Brasileirão en su primera temporada, integró la Bola da Prata y tuvo un buen rendimiento en 2005, lo que desembocó a inicios de 2006 en su vuelta a Corinthians, donde en sus dos etapas alcanzó los 277 encuentros y marcó 66 goles. El 18 de agosto de ese año, luego de un paso poco trascendente en Corinthians, fichó por el Beşiktaş, club en el que se proclamó campeón de la Copa de Turquía 2006-07 y al que abandonó para fichar por el Al-Rayyan en 2008. En septiembre de 2009, se anunció su llegada a Atlético Mineiro, con el que firmó hasta diciembre de 2011 y ganó un Campeonato Mineiro. El 27 de mayo de 2011, a los treinta y cinco años, fue presentado como nuevo jugador de Bahia. A finales de ese año terminó su contrato con el club y, en enero de 2012, se retiró.

### Como entrenador
El 19 de enero de 2012, lo presentaron como entrenador de Paraná Clube, al que dirigió hasta mediados de septiembre, en veinticuatro victorias, doce empates y trece derrotas, y ganó el Campeonato Paranaense de Segunda División. A los pocos meses acordó entrenar a Ceará en la temporada 2013, con el objetivo de ascender a Primera División. Sin embargo, perdió el cargo el 14 de marzo, después de obtener seis victorias, dos empates y seis derrotas.
Luego, asumió en Avaí, pero renunció el 11 de junio de 2013 tras unos resultados de ocho triunfos, tres empates y ocho derrotas. El 9 de septiembre de 2014, regresó a Paraná, donde dirigió hasta fines de ese año y registró seis victorias, siete empates y cuatro encuentros perdidos. Pocos días después, empezó a trabajar como director técnico de Santa Cruz, que disputaba la Segunda División, y a pesar de la poca expectativa que generó su llegada, el equipo ganó el Campeonato Pernambucano. El 13 de junio, dimitió luego de mantenerse en el cargo en veintiún partidos, con un saldo de ocho victorias, cinco empates y ocho derrotas.
El 15 de febrero de 2016, se anunció su incorporación a Portuguesa, pero dejó el equipo a los once encuentros con malos resultados. En septiembre, se convirtió en entrenador de Tupi de cara a las últimas jornadas de la Serie B, en un cargo que ocupó solo dos meses, puesto que renunció debido a los resultados poco alentadores. Con una victoria, dos empates y seis derrotas, dejó anteúltimo al club. El 23 de noviembre de 2017, reemplazó a Claudio Tencati como entrenador de Londrina, donde se hizo cargo en diez partidos: dos triunfos, cuatro empates y cuatro derrotas.

### Como comentarista
El 12 de abril de 2018, comenzó a trabajar de comentarista deportivo en Rede Globo.

## Selección nacional
Con su selección ganó la Copa Mundial de Fútbol de 2002, a la que lo convocaron a último momento en lugar del lesionado Émerson, y disputó la Copa Confederaciones 2003, donde quedaron eliminados en cuartos de final, y la Copa Mundial de Fútbol de 2006.

### Participaciones en Copas del Mundo
| Copa                           | Sede                | Resultado        |
| ------------------------------ | ------------------- | ---------------- |
| Copa Mundial de Fútbol de 2002 | Corea del Sur Japón | Campeón          |
| Copa Mundial de Fútbol de 2006 | Alemania            | Cuartos de final |

### Participaciones en Copas Confederaciones
| Copa                      | Sede    | Resultado      |
| ------------------------- | ------- | -------------- |
| Copa Confederaciones 2003 | Francia | Fase de grupos |

## Clubes

### Como jugador
| Club                 | País       | Año       |
| -------------------- | ---------- | --------- |
| Paraná               | Brasil     | 1994-1997 |
| Girondins de Burdeos | Francia    | 1997-1998 |
| Corinthians          | Brasil     | 1998-2002 |
| São Paulo            | Brasil     | 2002-2004 |
| Middlesbrough        | Inglaterra | 2004      |
| Santos               | Brasil     | 2004-2006 |
| Corinthians          | Brasil     | 2006      |
| Beşiktaş             | Turquía    | 2006-2008 |
| Al-Rayyan            | Catar      | 2008-2009 |
| Atlético Mineiro     | Brasil     | 2009-2011 |
| Bahia                | Brasil     | 2011      |

### Como entrenador
| Club       | País   | Año       | PD  | PG | PE | PP | % p.  |
| ---------- | ------ | --------- | --- | -- | -- | -- | ----- |
| Paraná     | Brasil | 2012      | 49  | 24 | 12 | 13 | 57.14 |
| Ceará      | Brasil | 2013      | 14  | 6  | 2  | 6  | 47.62 |
| Avaí       | Brasil | 2013      | 19  | 8  | 3  | 8  | 47.37 |
| Paraná     | Brasil | 2014      | 17  | 6  | 7  | 4  | 49.02 |
| Santa Cruz | Brasil | 2014-2015 | 21  | 8  | 5  | 8  | 46.03 |
| Portuguesa | Brasil | 2016      | 12  | 4  | 3  | 5  | 41.67 |
| Tupi       | Brasil | 2016      | 9   | 1  | 2  | 6  | 18.52 |
| Londrina   | Brasil | 2017-2018 | 10  | 2  | 4  | 4  | 33.33 |
| Total      | Total  | Total     | 151 | 59 | 38 | 54 | 47.46 |

## Palmarés

### Como jugador

#### Campeonatos regionales
| Título                | Club             | País   | Año  |
| --------------------- | ---------------- | ------ | ---- |
| Campeonato Paranaense | Paraná           | Brasil | 1995 |
| Campeonato Paranaense | Paraná           | Brasil | 1996 |
| Campeonato Paranaense | Paraná           | Brasil | 1997 |
| Campeonato Paulista   | Corinthians      | Brasil | 1999 |
| Campeonato Paulista   | Corinthians      | Brasil | 2001 |
| Torneo Río-São Paulo  | Corinthians      | Brasil | 2002 |
| Campeonato Mineiro    | Atlético Mineiro | Brasil | 2010 |

#### Campeonatos nacionales
| Título               | Club        | País    | Año  |
| -------------------- | ----------- | ------- | ---- |
| Campeonato Brasileño | Corinthians | Brasil  | 1998 |
| Campeonato Brasileño | Corinthians | Brasil  | 1999 |
| Copa de Brasil       | Corinthians | Brasil  | 2002 |
| Campeonato Brasileño | Santos      | Brasil  | 2004 |
| Copa de Turquía      | Beşiktaş    | Turquía | 2007 |

#### Campeonatos internacionales
| Título                 | Equipo (*)          | País                | Año  |
| ---------------------- | ------------------- | ------------------- | ---- |
| Copa Mundial de Fútbol | Selección de Brasil | Corea del Sur Japón | 2002 |

(*) Incluye la selección

### Como entrenador

#### Campeonatos regionales
| Título                  | Club       | País   | Año  |
| ----------------------- | ---------- | ------ | ---- |
| Campeonato Pernambucano | Santa Cruz | Brasil | 2015 |

### Distinciones individuales
| Distinción    | Año  |
| ------------- | ---- |
| Bola da Prata | 2004 |